# Obbene Sjoel

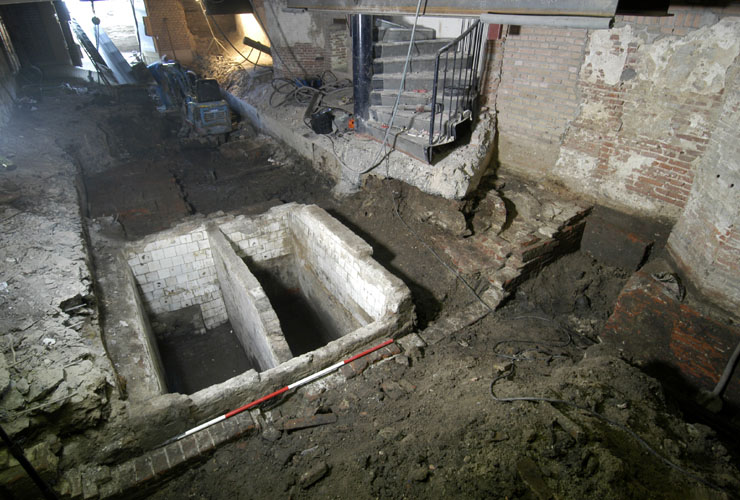
Opgravingen van het mikwe (ritueel bad) tijdens archeologisch onderzoek in 2006
Bron: bma.amsterdam.nl

De Obbene Sjoel is een voormalige synagoge in Amsterdam, gebouwd in 1685. Het gebouw maakt nu deel uit van het Joods Museum-complex.
De naam Obbene refereert aan het feit dat de synagoge een bovenruimte in beslag nam; obben is Jiddisch voor "boven". Op de plek van de synagoge stond oorspronkelijk een houten gebouw dat dienstdeed als vleeshal. Deze werd in 1671 aangekocht door de Joodse gemeente en in 1685 gesloopt en vervangen door een nieuw gebouw met een koosjere vleeshal op de begane grond en de Obbene Sjoel op de bovenetage. De vleeshal werd later vervangen door een mikwe.
Het gebouw werd ook wel Tweede Synagoge genoemd omdat het gebouwd werd toen de Grote Synagoge (1671), de oorspronkelijke synagoge van de Hoogduitse gemeente, uit zijn voegen barstte door de grote toestroom van Asjkenazische Joden uit Oost-Europa.
Door de ontkerkelijking en het vertrek van Joodse inwoners uit de buurt naar nieuwe wijken verloor de Obbene Sjoel in 1924 de functie als synagoge, en werd alleen nog gebruikt als leerlokaal voor de religieuze vereniging Tiferet Bachoeriem.
In de synagoge was zitplaats voor 390 mensen. Er waren twee galerijen, uitsluitend voor mannen. De galerijen en de 17e-eeuwse Ark zijn door plunderingen in de Tweede Wereldoorlog verloren gegaan. Het vervallen gebouw werd in 1966 gerestaureerd, waarbij de galerijen opnieuw zijn aangebracht.
Voordat het gebouw in 1987 deel werd van het Joods Historisch Museum, is het vloerniveau verlaagd. Tot 2005 waren de museumwinkel en -café in het gebouw gevestigd. Hierna is het gebouw weer verbouwd en kreeg drie verdiepingen. Sinds december 2006 doet het gebouw dienst als het nieuwe Kindermuseum van het Joods Museum. Hier kunnen kinderen een fictief woonhuis van een Joodse familie bezichtigen.